# جبارکندی
جبارکندی، روستایی از توابع بخش مرکزی شهرستان چالدران ، در استان آذربایجان غربی ایران است.

## جمعیت
این روستا در دهستان چالدران شمالی قرار دارد و براساس سرشماری مرکز آمار ایران در سال ۱۳۸۵، جمعیت آن ۵۹ نفر (۱۳خانوار) بوده‌است.